# Теорема Веддербёрна
Теорема Веддербёрна или малая теорема Веддербёрна — исторически первый результат в общей алгебре о свойствах коммутативности тел.
Установлена Джозефом Веддербёрном в 1905 году.

## Формулировка
Всякое конечное ассоциативное тело является полем.

## Вариации и обобщения
- Утверждение о коммутативности всякой алгебраической алгебры с делением над конечным полем.[5]
- Теорема Артина — Цорна[англ.], согласно которой всякое конечное альтернативное тело (то есть тело, в общем случае неассоциативное, в котором каждые два элемента порождают ассоциативное подтело) также является конечным полем.